# Romain Danzé
Romain Danzé (Douarnenez, 3 de julio de 1986) es un exfutbolista francés. Se desempeñaba en la posición de defensor o centrocampista y jugó toda su carrera en el Stade Rennais. Fue internacional con la selección francesa en las categorías sub-20 y sub-21. 

## Trayectoria

### Stade Rennais
Danzé nació el 3 de julio de 1986 en la comuna de Douarnenez, ubicada en el departamento de Finisterre. Cuando tenía «cinco o seis años» se unió al Gourlizon Sports. A los trece se marchó al Stella Maris Douarnenez, aunque abandonó el club para completar su formación en las divisiones juveniles del Stade Rennais. Después de recuperarse de una lesión del ligamento cruzado en la rodilla derecha, el 2 de mayo de 2006 firmó su primer contrato profesional con la institución, por un año más dos opcionales. Unos meses después, volvió a lesionarse los ligamentos cruzados.
Debutó profesionalmente en un partido contra el Lille O. S. C. por los octavos de final de la Copa de la Liga, donde se desempeñó de forma prometedora. En la liga, jugó un encuentro contra el Olympique de Lyon, en el que entró al campo de juego en lugar de Olivier Sorlin en los últimos quince minutos. Después de esto, fue relegado a la reserva del club durante un mes y medio, hasta que reapareció en el primer equipo en un partido contra Stade de Reims, debido a que Étienne Didot se encontraba suspendido. Si bien Danzé permaneció en el banco de suplentes, sí jugó ante el F. C. Lorient unos días después.
El 27 de enero de 2007, anotó su primer gol con el Stade Rennais en un partido ante el Valenciennes F. C. que acabó 1:0. En abril, extendió por tres años su contrato con el club. El 29 de abril de 2009, le marcó al Girondins de Burdeos a los diecinueve segundos, por lo que se convirtió en el autor del gol más rápido del año en la Ligue 1. Ese año, su equipo llegó a la final de la Copa de Francia, pero perdió 2:1 con el E. A. Guingamp. En junio de 2010, Danzé extendió tres años su contrato. En 2011, fue nombrado segundo capitán del equipo. En julio de 2012, extendió por tres años su contrato con la institución.
En la temporada 2012-13, su equipo perdió la final de la Copa de la Liga ante el A. S. Saint-Étienne por 1:0. En diciembre de 2013, Danzé llegó a la cifra de 244 partidos jugados en todas las competiciones con el Stade Rennais, por lo que se convirtió en uno de los diez futbolistas con más encuentros disputados con el club. En mayo de 2014, su equipo perdió la final de la Copa de Francia por 2:0 nuevamente ante el E. A. Guingamp. El 9 de mayo de 2015, en una derrota frente al S. C. Bastia, disputó su partido número trescientos con el Stade Rennais. A finales de ese mes, prolongó su contrato con el club por tres años. En febrero de 2018, en un encuentro ante el S. M. Caen que terminó empatado a dos goles, se convirtió en el segundo jugador con más partidos con el Stade Rennais, solo por detrás de Yves Boutet.

### Selección nacional
Con la selección francesa, Danzé fue titular en el Torneo Esperanzas de Toulon de 2007, que su equipo ganó tras derrotar al seleccionado chino por 3:1. En el encuentro final, fue sustituido en la segunda parte por Youssuf Mulumbu. Con la categoría sub-21, el 19 de agosto de 2008 fue titular en un partido amistoso contra Eslovaquia que acabó empatado a dos goles. Después de esto, jugó tres partidos por la clasificación a la Eurocopa Sub-21 de 2009: una goleada 5:0 sobre Malta y un encuentro a ida y vuelta contra Alemania, que su selección perdió por resultado global de 2:1. Con este resultado, los franceses no lograron acceder a la fase final de la Eurocopa.

## Estadísticas
La siguiente tabla detalla los encuentros disputados y los goles marcados por Danzé en los clubes en los que ha militado.
| Club                  | Temporada           | Liga | Liga | Liga | Copas nacionales * | Copas nacionales * | Copas nacionales * | Copas internacionales ** | Copas internacionales ** | Copas internacionales ** | Total | Total | Total |
| Club                  | Temporada           | PJ   | G    | A    | PJ                 | G                  | A                  | PJ                       | G                        | A                        | PJ    | G     | A     |
| --------------------- | ------------------- | ---- | ---- | ---- | ------------------ | ------------------ | ------------------ | ------------------------ | ------------------------ | ------------------------ | ----- | ----- | ----- |
| Stade Rennais Francia | 2006-07             | 20   | 1    | 0    | 1                  | 0                  | 0                  | 0                        | 0                        | 0                        | 21    | 1     | 0     |
| Stade Rennais Francia | 2007-08             | 9    | 0    | 1    | 1                  | 0                  | 0                  | 0                        | 0                        | 0                        | 10    | 0     | 1     |
| Stade Rennais Francia | 2008-09             | 26   | 2    | 0    | 5                  | 1                  | 0                  | 6                        | 0                        | 0                        | 37    | 3     | 0     |
| Stade Rennais Francia | 2009-10             | 32   | 2    | 0    | 4                  | 1                  | 0                  | 0                        | 0                        | 0                        | 36    | 3     | 0     |
| Stade Rennais Francia | 2010-11             | 38   | 1    | 1    | 3                  | 0                  | 0                  | 0                        | 0                        | 0                        | 41    | 1     | 1     |
| Stade Rennais Francia | 2011-12             | 32   | 1    | 2    | 5                  | 0                  | 0                  | 7                        | 0                        | 0                        | 44    | 1     | 2     |
| Stade Rennais Francia | 2012-13             | 32   | 1    | 1    | 5                  | 0                  | 0                  | 0                        | 0                        | 0                        | 37    | 1     | 1     |
| Stade Rennais Francia | 2013-14             | 35   | 0    | 0    | 5                  | 0                  | 0                  | 0                        | 0                        | 0                        | 40    | 0     | 0     |
| Stade Rennais Francia | 2014-15             | 31   | 0    | 2    | 4                  | 0                  | 0                  | 0                        | 0                        | 0                        | 35    | 0     | 2     |
| Stade Rennais Francia | 2015-16             | 21   | 0    | 3    | 3                  | 0                  | 0                  | 0                        | 0                        | 0                        | 24    | 0     | 3     |
| Stade Rennais Francia | 2016-17             | 35   | 0    | 2    | 1                  | 0                  | 0                  | 0                        | 0                        | 0                        | 36    | 0     | 2     |
| Stade Rennais Francia | 2017-18             | 12   | 0    | 0    | 3                  | 0                  | 0                  | 0                        | 0                        | 0                        | 15    | 0     | 2     |
| Stade Rennais Francia | 2018-19             | 0    | 0    | 0    | 0                  | 0                  | 0                  | 0                        | 0                        | 0                        | 0     | 0     | 0     |
| Total en su carrera   | Total en su carrera | 323  | 8    | 12   | 40                 | 2                  | 0                  | 13                       | 0                        | 0                        | 376   | 10    | 12    |

- (*) Copa de la Liga de Francia y Copa de Francia.
- (**) Copa de la UEFA, Liga Europa de la UEFA y Copa Intertoto.

## Palmarés

### Títulos nacionales
| Título          | Club          | País    | Año  |
| --------------- | ------------- | ------- | ---- |
| Copa de Francia | Stade Rennais | Francia | 2019 |